# Fotografie

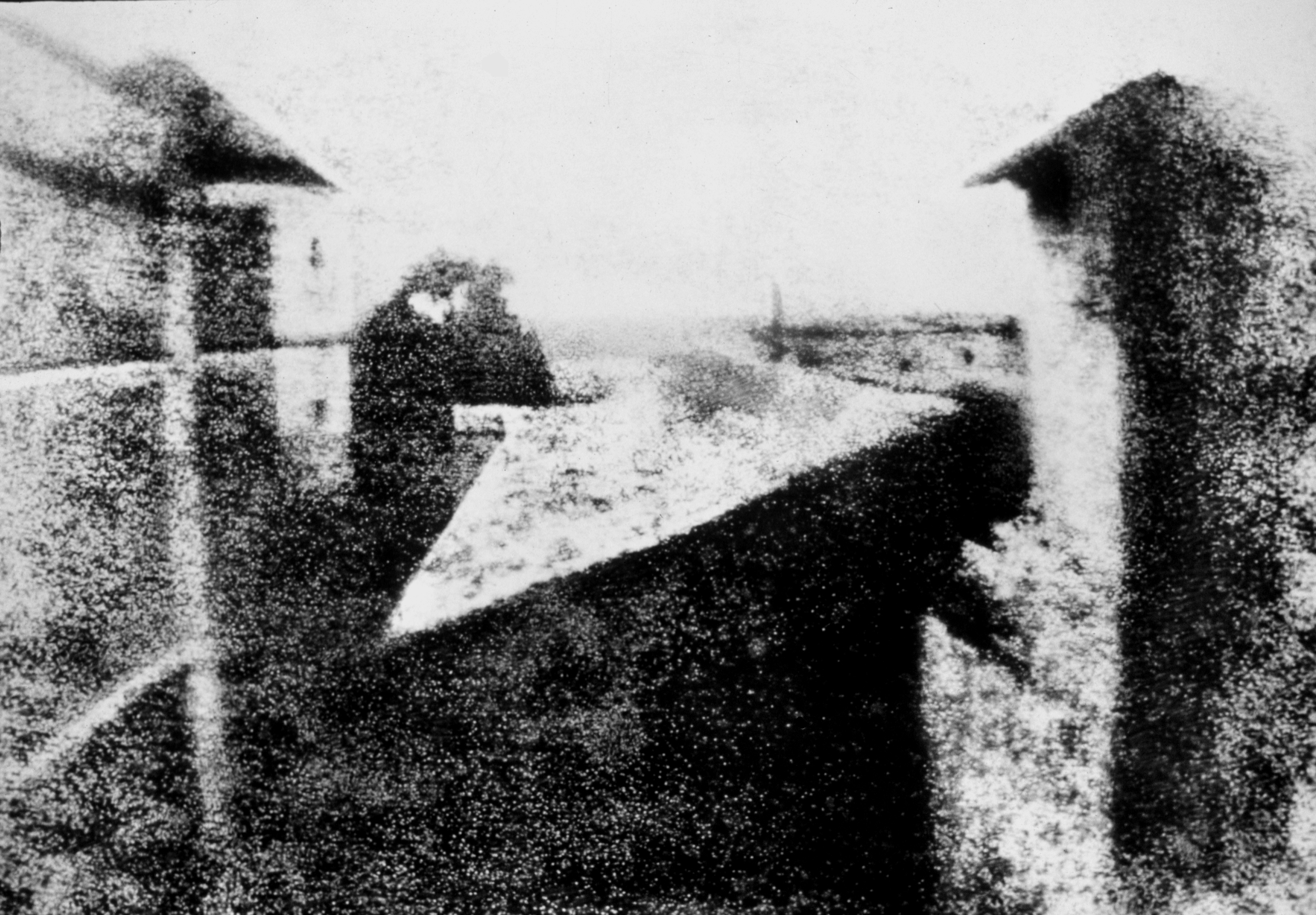
Nicéphore Niépce: Pohled z okna v Le Gras druhá známá nejstarší dochovaná fotografie, 1826

Fotografie je umění i věda využívající světla k vytvoření trvalého obrazového záznamu, a to buď digitálně prostřednictvím obrazového snímače, nebo fotochemicky pomocí světlocitlivého materiálu, například filmu.
Světlo, které je vyzařováno nebo odráženo objekty, je zpravidla zaostřeno pomocí objektivu, jímž během expozice prochází, a následně dopadá na světlocitlivý povrch uvnitř fotoaparátu, kde tvoří skutečný obraz.
V obrazovém snímači digitálního fotoaparátu vznikají v jeho jednotlivých obrazových buňkách elektrického náboje. Získaný signál je pak konvertován do podoby digitálního údaje a je uložen jako digitální soubor pro pozdější zobrazení nebo zpracování. 
U postupu využívajícího fotografickou emulzi je naopak výsledkem neviditelný latentní obraz a až jeho chemickým vyvoláním vzniká obraz viditelný. Zda se jedná o negativ nebo pozitiv, záleží na účelu fotografického materiálu a metodě zpracování. Filmový negativ je tradičně využíván k zvětšování, tedy k vytvoření pozitivního obrazu na fotografickém papíru pomocí zvětšovacího přístroje, nebo ke kontaktnímu kopírování.
Fotografie je využívaná v mnoha oblastech kultury, vědy, výroby (např. fotolitografie) a obchodu. Přímější využití pak nachází v umění, filmové a video produkci i oblastech rekreace a masové komunikace.

## Definice
Fotografie je jedním ze sdělovacích systémů obsahového jednání člověka. Systémy se mezi sebou odlišují minimálním výrazovým prvkem. Výrazovým prvkem fotografie je transformovaný a fixovaný rozptylový kroužek, který je obrazem vizuálního bodu reality, promítnutým na citlivou vrstvu optickou soustavou fotoaparátu.
Vědecká definice umožňuje odlišovat systémy na povrch podobné, ale fungující na základě jiných principů, jako např. holografii, fotogram, strukáž a fokalk aj.
Fotografie představuje obecný pojem, který může mít různé technické varianty (fotochemickou, fotoelektrickou...) a sdělovací mutace (statická fotografie, kinetická fotografie).

## Specifikum fotografie
Fotografie jako tvůrčí obor je díky užití specifické techniky komplikovanějším jevem[zdroj?] než klasické obory umění. Proto je pro pochopení její podstaty nezbytné respektování více odlišných úhlů pohledu. Užitečné je proto studium antologií textů či učebnicových čítanek. Přehled českých publikací tohoto typu je uveden v subkapitole Literatura.

## Etymologie
Slovo „fotografie“ pochází ze dvou řeckých slov: φωτός (fōtos), „světlo“ a γραφή (grafé), „zobrazení pomocí čar“ či „kreslení“. Dohromady tedy tato slova znamenají „kreslení světlem“.
Je možné, že nový termín z těchto dvou slov vytvořilo hned několik lidí nezávisle na sobě. Hercules Florence, francouzský malíř a vynálezce žijící v brazilském městě Campinas, použil podle historika Borise Kossoje francouzský výraz „photographie“ ve svých osobních zápiscích již v roce 1834. Německá publikace Geschichte der Photographie z roku 1932 připisuje použití tohoto výrazu berlínskému astronomu Johannu von Mädlerovi v článku publikovaném 14. března 1839 v německých novinách Vossische Zeitung. Ačkoliv se o obou tvrzeních hojně informuje, žádná nezávislá strana zatím nepotvrdila jejich pravdivost. Zásluha za vytvoření slova „fotografie“ (respektive jeho anglické formy, „photography“) i seznámení veřejnosti s tímto slovem je tradičně připisována Johnu Herschelovi. Herschel novotvar použil v korespondenci již před 25. únorem 1839 a veřejně 14. března 1839 při své londýnské přednášce pro Královskou společnost. V obou uvedených případech je Herschlovo používání slova „fotografie“ natolik dobře doložené, že je přijímáno bez další kritiky a zpochybňování.
Profesor Josef Vojtěch Sedláček ve svém díle Základové měřictví čili geometrie z roku 1822 navrhl řadu českých slov, z nichž se některá ujala (nadhlavník, rovník), ale jiná ne (pobludnice – planeta; stejnítko – rovnítko, kořenítko – odmocnítko, zbytnice – hyperbola, blíženky – asymptoty, schodičník – elipsoid, početoměř – logaritmus). Stejně tak se neujal jeho výraz pro fotografa: světlopisec.

## Historie fotografie

### Předchůdci fotografie
Fotografie vznikla díky spojení několika technických objevů, z nichž některé mají své počátky dávno před vznikem prvních fotografií. Již ve starověké Číně Mocius, příslušník monistické filozofické školy, objevil a začal rozvíjet vědecké principy optiky a camery obscury. „Camera obscura“ v latině doslova znamená „temná komora“ – je to objekt s otvorem umožňujícím průchod světla, přičemž na straně ležící proti otvoru vzniká převrácený obraz. V 5. a 4. století př. n. l. byl její princip popsán i Aristotelem a Euklidem  a v 6. století n. l. byla použita byzantským matematikem Anthémiem z Trallu k jeho vlastním experimentům. Camera obscura byla později vytvořena také čínským učencem Šen Kua (1031-1095), který se ve své knize Mengxi bitan věnuje jak jejímu popisu, tak optické fyzice, a arabským fyzikem Alhazenem (965-1040), jehož metody popsané v knize Velká optika mohou vést, za použití středověkých materiálů, ke vzniku primitivních fotografií. Pro fotografii byl důležitý i objev dusičnanu stříbrného Albertem Velikým (1193-1280) a chloridu stříbrného Georgem Fabriciem (1516-1571). Ve stejné době jako Fabricius, konkrétně v roce 1566, popsal Daniele Barbaro clonu a o století později, v roce 1694, popsal Wilhelm Homberg způsob, jakým světlo ztmavuje některé chemikálie. Úvahy o fotografii se však neomezovaly jenom na vědecké bádání. Princip fotografie byl například popsán i ve fiktivním románu Charlese-François Tiphaigne de la Roche Giphanie, který vyšel v roce 1760.
Protože objev camery obscury se datuje až do starověké Číny, není překvapivé, že našla své místo i o staletí později v renesanční Evropě. Camera obscura byla využívaná renesančními malíři a barevné podání, které je dominantní v západním umění, vychází právě z této techniky. I Leonardo da Vinci se zmiňoval o cameře obscuře, konkrétně její přírodní formě v podobě temných jeskyní na okraji slunečného údolí. Otvor ve stěně umožňuje jeskyni fungovat na stejném principu, na jakém funguje právě camera obscura, a procházející světlo vytvoří na straně protilehlé otvoru převrácený obraz. Počátky fotografie byly věnované hlavně vymýšlení způsobů, jak tento obraz zachytit a uchovat.

### Vynález fotografie
První známý pokus o zachycení obrazu na světlocitlivém materiálu pomocí camery obscury provedl britský vynálezce Thomas Wedgwood okolo roku 1800. Pokoušel se o to prostřednictvím papíru či kůže naimpregnovaných dusičnanem stříbrným. I když se mu povedlo zachytit siluety objektů umístěných na přímém slunci, a dokonce zvládl zachytit i obrysy maleb na skle nasvíceném sluncem, bylo roku 1802 ohlášeno, že „obrazy vytvořené prostřednictvím camery obscury jsou příliš slabé na to, aby měly za přiměřenou dobu vliv na dusičnany stříbra“. Obrazy siluet časem zcela ztmavly.
První známou fotografii vytvořil roku 1822 francouzský vynálezce Nicéphore Niépce, při pokusech o vyhotovení tisku však byla zničena. Niépce byl znovu úspěšný v roce 1825, když vytvořil heliografickou kopii rytiny chlapce vedoucího koně, která byla objevena roku 2002 a je v současnosti považována za nejstarší dochovaný snímek. Přesto je však známější jeho fotografie Pohled z okna v Le Gras, která vznikla roku 1826. Jedná se o nejstarší dochovaný snímek venkovní krajiny vytvořený fotoaparátem a Niépce k jeho vytvoření použil cínovou desku pokrytou petrolejovým roztokem, přičemž čas expozice byl celých osm hodin za slunného dne. Tento zdlouhavý proces se ukázal být slepou uličkou a Niépce začal experimentovat se sloučeninami stříbra, přičemž vycházel z poznatků Johanna Heinricha Schultze, který zjistil, že směs křídy a stříbra tmavne, pokud je osvětlena.
Niépce a umělec Louis Daguerre společně zdokonalili existující proces na bázi stříbra. V roce 1833 Niépce zemřel a nechal své poznámky Daguerrovi. Ten, přestože neměl příliš zkušeností s vědou, učinil dva klíčové objevy. Zjistil, že pokud stříbro nejprve vystaví jódovým parám, pak snímek exponuje a nakonec na něj nechá působit rtuťové výpary, získá viditelný a nestálý obraz. Ten pak lze ustálit ponořením desky do solné lázně. Na rozdíl od mnohahodinových expozic stačily při tomto novém postupu minuty. Díky tomu se Daguerre stal prvním fotografem, u něhož lze doložit, že pořídil snímek člověka. Stalo se tak roku 1838, když fotografoval ulice Paříže. Na rušném bulváru, mezi pěšími a povozy taženými koňmi, stojí chodec, který si nechává naleštit boty. Zatímco ostatní lidé nejsou při tak dlouhé době expozice vůbec vidět, protože se pohybovali, tento člověk stál dostatečně nehybně, aby byl jako jediný na snímku zdánlivě opuštěné ulice zachycen. V roce 1839 Daguerre oznámil, že objevil proces využívající postříbřenou měděnou desku, a nazval jej daguerrotypie. Podobný proces dodnes využívají fotoaparáty Polaroid. Francouzská vláda patent koupila a ihned jej dala k volnému užití (public domain).
Pro nový obor měla značný přínos i práce britského chemika Johna Herschela, který jako první použil výrazy „fotografie“, „negativ“ a „pozitiv“. Herschel vynalezl kyanotypii, později známou též pod pojmem modrotisk. V roce 1819 zjistil, že thiosíran sodný je rozpouštědlem halogenidů stříbra a v roce 1839 oznámil Williamu Foxu Talbotovi (a nepřímo i Daguerrovi), že právě tohoto by mohlo být využito k ustálení fotografií založených na halogenidech stříbra a učinit je zcela světluodolné. Koncem roku 1839 také udělal svůj první negativ na skleněnou fotografickou desku.
William Fox Talbot objevil způsob, jak ustálit obraz získaný pomocí stříbrné expozice, ale udržoval jej v tajnosti. Poté, co četl o Daguerrově vynálezu, zdokonalil Talbot svůj proces tak, aby byl dostatečně rychlý a citlivý pro snímání lidí, a v roce 1840 oznámil vynález kalotypie. Listy papíru potáhl vrstvou chloridu stříbrného pro vytvoření okamžitého negativního obrazu, který může být použit k vytvoření libovolného množství kopií, což se podobá i dnešnímu běžnému negativnímu procesu. Známý je Talbotův malý papírový negativ arkýřového okna v Lacock Abbey, který figuruje na jedné z mnoha fotografií vytvořených Talbotem v létě roku 1835 a je možné, že se jedná o úplně nejstarší existující fotografický negativ. Talbot si proces patentoval, čímž značně omezil jeho používanost. Po zbytek života pak soudní cestou svůj patent obhajoval a nakonec práce na poli fotografie zanechal. Později byl však Talbotův proces zdokonalen Georgem Eastmanem a v této zdokonalené podobě se používá dodnes. Také Hippolyte Bayard vyvinul způsob, jak fotografovat, ale není počítán mezi objevitele fotografie, protože se s oznámením vynálezu příliš zpozdil.
V březnu roku 1851 publikoval Frederick Scott Archer v časopise The Chemist článek o mokrém kolodiovém procesu. Existují tři podskupiny kolodiového procesu: ambrotypie (pozitiv na skle), ferrotypie (pozitiv na plechové desce) a pannotypie (negativ na skle) a až do příchodu suchého želatinového filmu v 70. letech 19. století byla Archerova deska nejpoužívanějším fotografickým médiem. Využíval ji, mimo jiné, i spisovatel Lewis Carroll, který se po určitou dobu věnoval fotografii poměrně intenzivně.
I po zbytek 19. století byla činěna řada pokroků ve fotografických skleněných deskách a tisku. V roce 1891 představil Gabriel Lippmann proces pro výrobu fotografií v přirozených barvách, který byl založen na optickém fenoménu interference světelných vln. Jeho vynález sice nebyl praktický, ale z vědeckého hlediska byl natolik elegantní a důležitý, že za něj Lippman obdržel v roce 1908 Nobelovu cenu za fyziku.
Od 50. let 19. století byly skleněné fotografické desky nejpoužívanějším médiem ve fotografii a zůstaly jím až do 90. let 19. století, kdy začal být používán ohebný plastický film. Film měl řadu předností a velmi pomohl popularizaci amatérské fotografie. První filmy však byly poměrně drahé a zároveň jejich optická kvalita byla v porovnání se skleněnými deskami znatelně nižší. Až zhruba do roku 1910 ani nebyly plastické filmy dostupné ve velkých formátech, které preferovala většina profesionálů. Film tedy nenahradil skleněné desky ze dne na den. Díky lepší permanenci (schopnosti zachování rozměrů) skla se skleněné desky používaly k vědeckým účelů, například v astrofotografii, ještě v 90. letech 20. století a v úzce specializovaném oboru laserové holografie si zachovaly své místo ještě po roce 2010.

### Fotografie na film
V roce 1876 započali Ferdinand Hurter a Vero Charles Driffield průkopnickou práci v oblasti fotografických emulzí a jejich citlivosti vůči světlu. Práce Hurtera a Driffielda umožnila navržení prvního kvantitativního měření citlivosti filmu.
V roce 1884 vyrobil George Eastman první fotografický film, čímž zbavil fotografy nutnosti nosit s sebou těžké skleněné fotografické desky a jedovaté chemikálie. Tento první film byl papírový a potažený citlivou vrstvou, která se při zpracování snímku oddělila od papíru a přenesla na suché želatinové desky. V roce 1888 uvedla Eastmanova firma Kodak první filmový fotoaparát a o rok později vznikl první plastový film, vyrobený z vysoce hořlavého nitrátu celulózy.
Právě z důvodu hořlavosti byl v roce 1908 firmou Kodak představen acetátcelulózový film. Zpočátku našel jenom omezené využití jako náhrada nebezpečného nitrátového filmu, který byl oproti němu odolnější, o něco průsvitnější a levnější. V případě rentgenových filmů došlo k úplnému přechodu na acetátocelulózový film až v roce 1933, a i když byl acetátcelulózový film vždy používán pro 16mm a 8mm amatérské filmy, nitrátový film zůstal standardem pro 35mm film až do ukončení výroby v roce 1951. Asi nejznámějším zástupcem fotoaparátů používajících právě 35mm film se stala Leica, na trh poprvé uvedená roku 1925.
Filmy si ve světě fotografie zachovaly dominantní postavení až do počátku 21. století, kdy vedly pokroky v digitální fotografii konzumenty k odklonu od filmu. I když v moderní fotografii tvoří většinu zastánci digitálních technik, film je stále používán jak nadšenci, tak profesionálními fotografy. Jedinečný vzhled filmových fotografií v porovnání s fotografiemi digitálními je pravděpodobně dán kombinací různých faktorů, včetně rozdílu ve spektrální a tonální citlivosti, rozlišení a barevném přechodu.  

### Monochromatická a černobílá fotografie
Všechny fotografie byly zpočátku monochromatické, přičemž monochromatický efekt není omezen jenom na bílou, černou a přechodné šedé barvy, ale v závislosti na procesu může zahrnovat také odstíny jedné určité barvy. Například výsledkem kyanotypie je snímek vykreslený v modrých odstínech a pro albuminový tisk, který byl poprvé použit více než před 160 lety, jsou charakteristické odstíny hnědé. Černobílá fotografie zůstala dominantní i poté, co byl barevný film již desetiletí snadno dostupný, protože byla levnější a měla vzhled, který byl pro fotografii charakteristický.
I když barevná fotografie převládá již řadu let, mnoho fotografů stále monochromatické snímky aspoň někdy vytváří. Důvodem může být prokázaná stálost v případě archivace správně zpracovaných materiálů založených na halogenidech stříbra či umělecký záměr. I barevné digitální snímky mohou být s pomocí různých technik zpracovány do černobílé podoby. Někdy se využívá monochromatický tisk nebo elektronické zobrazení v monochromatické podobě k záchraně barevných fotografií, které jsou z nějakého důvodu v originální podobě nepřijatelné – po převodu na monochromatický snímek mohou být někdy považované za lepší. Skoro všechny digitální fotoaparáty nabízejí možnost monochromatického focení a téměř všechen software pro editaci fotografií umožňuje kombinovat nebo selektivně odstraňovat barevný model RGB a tvořit monochromatické snímky z původně barevných fotografií. Někteří výrobci dokonce prodávají digitální fotoaparáty, které fotí pouze monochromaticky.

### Barevná fotografie

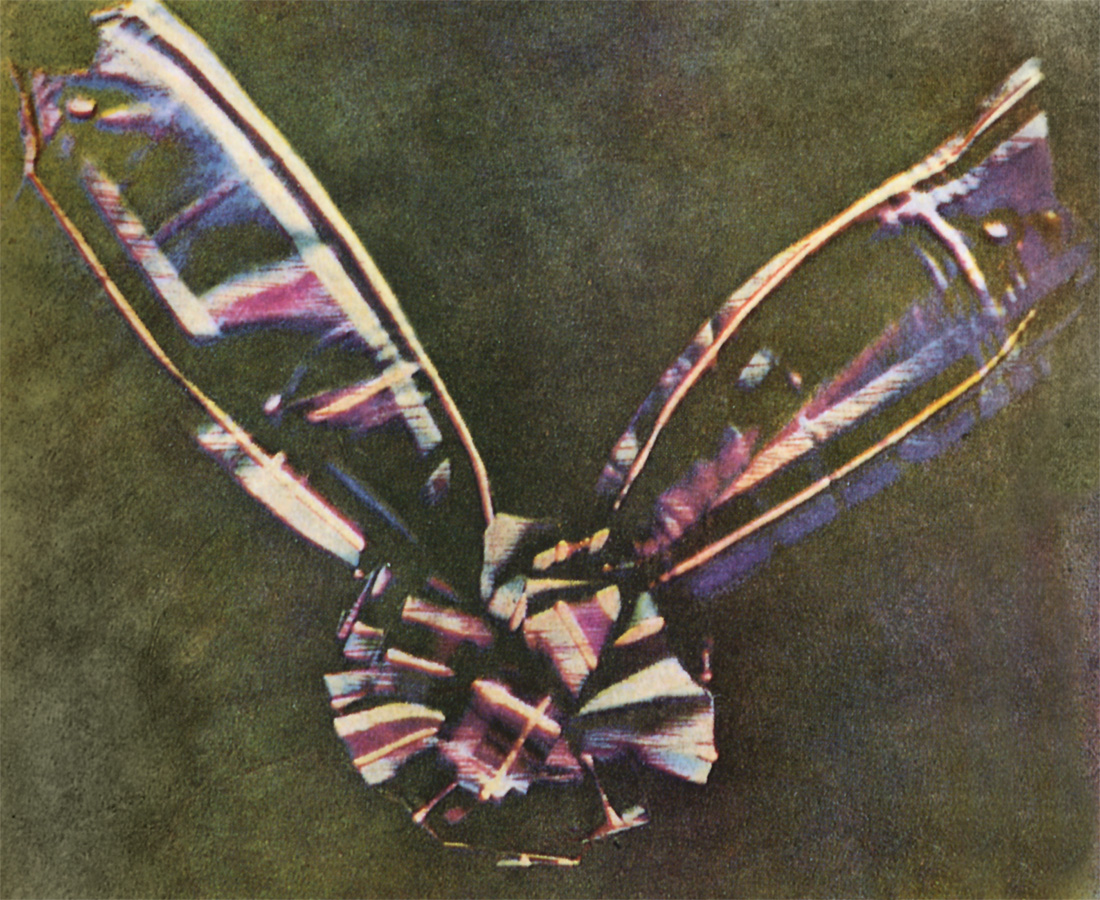
Stužka, první barevná fotografie, 1861

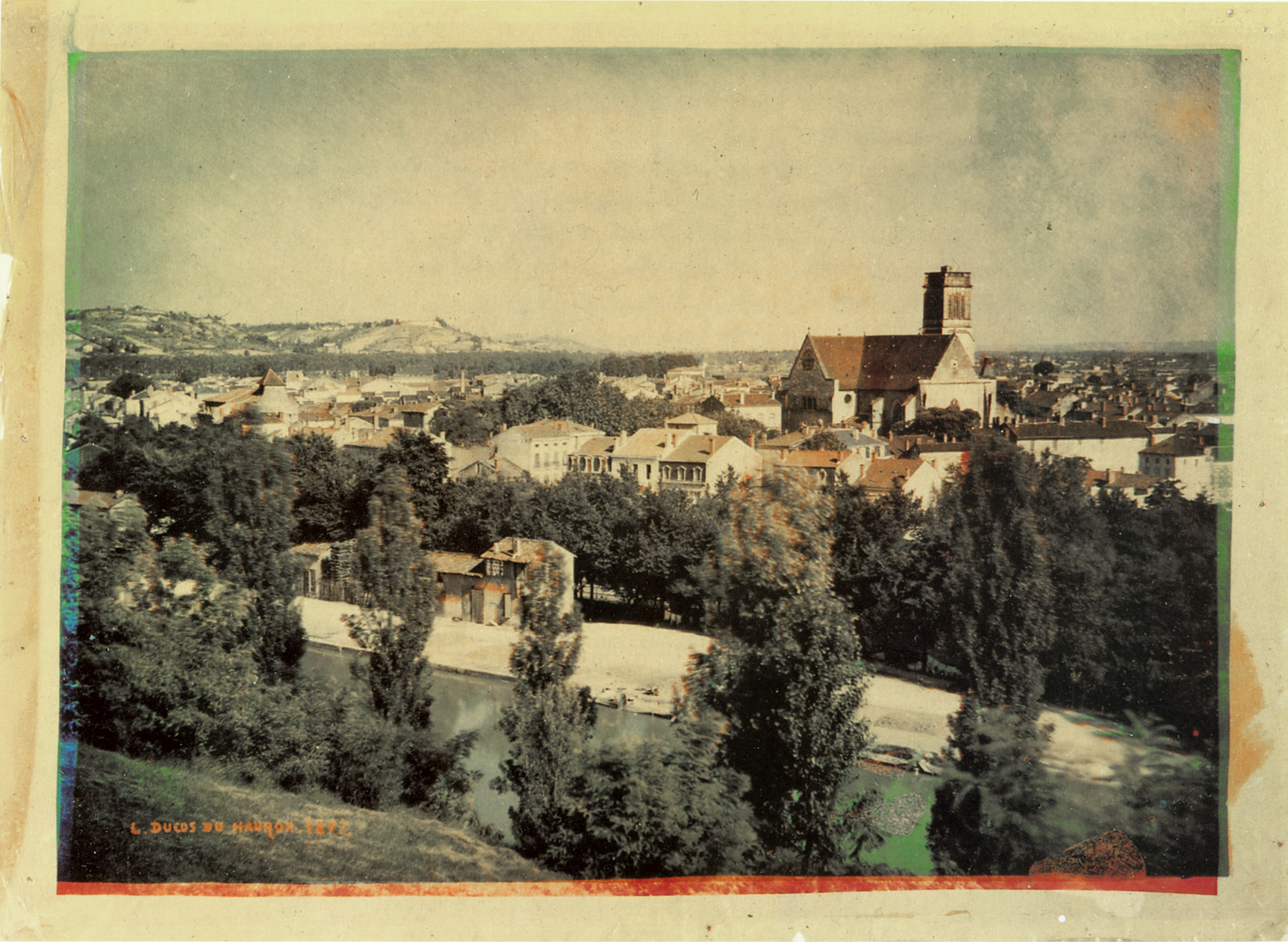
Pohled na Agen, Francie roku 1877 od Louise Ducose du Haurona, francouzského průkopníka barevné fotografie

Zavedení barevné fotografie bylo brzděno omezenou citlivostí raných fotografických materiálů, které byly citlivé zejména na modrou, pouze málo na zelenou a prakticky zcela necitlivé na červenou. 
Fyzikální princip barevné fotografie poprvé předvedl James Clerk Maxwell v Londýně 17. května 1861. Promítl na plátno současně tři černobílé snímky barevné řádové stuhy přes červený, zelený a modrý filtr, které byly předtím exponovány přes filtry stejných barev. Prokázal tak princip aditivního míchání barev. Ve skutečnosti však byla použitá exponovaná fotocitlivá emulze necitlivá na červenou barvu. Místo červené byla na snímku přes červený filtr exponována okem neviditelná ultrafialová část spektra. Prakticky však byla tato technika kvůli své komplikovanosti nepoužitelná.
Na výzkumy Jamese Maxwella navázal Louis Ducos du Hauron. Od roku 1862 pracoval několik let na praktickém způsob záznamu barevných fotografií pomocí dvou barevných systémů: subtraktivního (žlutá, azurová, purpurová) a aditivního (červená, zelená, modrá). Roku 1868 tyto metody patentoval. Osvítil bromostříbrnou kolodiovou desku výtažkovými filtry a zhotovil tak diapozitivy zabarvené do červena, modra a žluta. Tyto tři části pak musely být položeny zcela přesně přes sebe, aby došlo k získání konečné fotografie. Kvůli vysokým nákladům této metody se však v praxi mnoho nepoužívala. Jednou z prvních barevných fotografií je Landscape of Southern France, která byla pořízena subtraktivní metodou roku 1877. Zároveň s Hauronem objevil podobný systém Charles Cros, který se později stal jeho spolupracovníkem.
Důležitý byl i objev fotografa a chemika Hermanna Vogela, který přišel v roce 1873 na způsob zvýšení citlivosti zelené, žluté, a dokonce i červené pomocí přidání barviva. Pokroky v oblasti látek zvyšujících citlivost i v celkové citlivosti roztoků postupně snižovaly expoziční časy, které bývaly pro barevnou fotografii příliš dlouhé, a pomalu ji činily životaschopnou na trhu.
Roku 1888 vyvolal F. E. Ives tříbarevnou fotografii, na níž pak navázal Němec Adolf Miethe, který vynalezl panchromatické zcitlivění pro reprodukci barevných tónů.
Prvním komerčně úspěšným barevným postupem se stal autochrom, který v roce 1907 představili bratři Lumiérové. Autochromové desky obsahovaly filtr tvořený barevnou mozaikou ze suchých zrnek bramborového škrobu. Tři barevné složky tak byly při průchodu světla zachyceny v podobě mikroskopických částeček snímku. Po zpracování autochromové desky na pozitiv dodala zrnka škrobu každé částečce snímku správnou barvu.
První moderní inverzní film, Kodachrome, byl představen roku 1935. Pomocí mnohovrstvé emulze zachycoval Kodachrome všechny tři barevné složky. Jedna vrstva byla citlivá na záznam červeného spektra, druhá na záznam spektra zeleného a poslední na záznam spektra modrého. Bez zvláštního zpracování by však výsledkem byly tři na sebe naskládané černobílé snímky. Až komplexním postupem ve specializované laboratoři vzniká snímek barevný.
V roce 1936 představila firma Agfa film do jisté míry podobný – Agfacolor Neu. Na rozdíl od Kodachromu byly v Agfacolor Neu barvotvorné složky vpraveny do jednotlivých vrstev již při výrobě, což značně usnadnilo zpracování snímků. Barevné filmy, které jsou v současnosti dostupné, stále využívají mnohavrstvou emulzi a principy, které se nejvíce podobají právě výrobkům od Agfy.
V roce 1963 představila firma Polaroid instantní barevný film, který při použití ve zvláštním fotoaparátu vytvářel jedinečné tištěné barevné snímky jenom minutu či dvě po expozici.

Barevná fotografie může vytvářet diapozitivy, které lze promítat prostřednictvím diaprojektoru nebo barevné negativy, z nichž lze vytvořit pozitivní barevné zvětšeniny na papír. Díky automatizovanému vybavení na tisk fotek je v současnosti právě tisk na papír tou nejběžnější formou barevné fotografie na film. Po přechodném období datovaném zhruba 1995-2005 byl barevný film odsunut levnými mnohapixelovými digitálními fotoaparáty na okraj trhu. Přesto někteří fotografové i nadále preferují film pro jeho charakteristický vzhled.

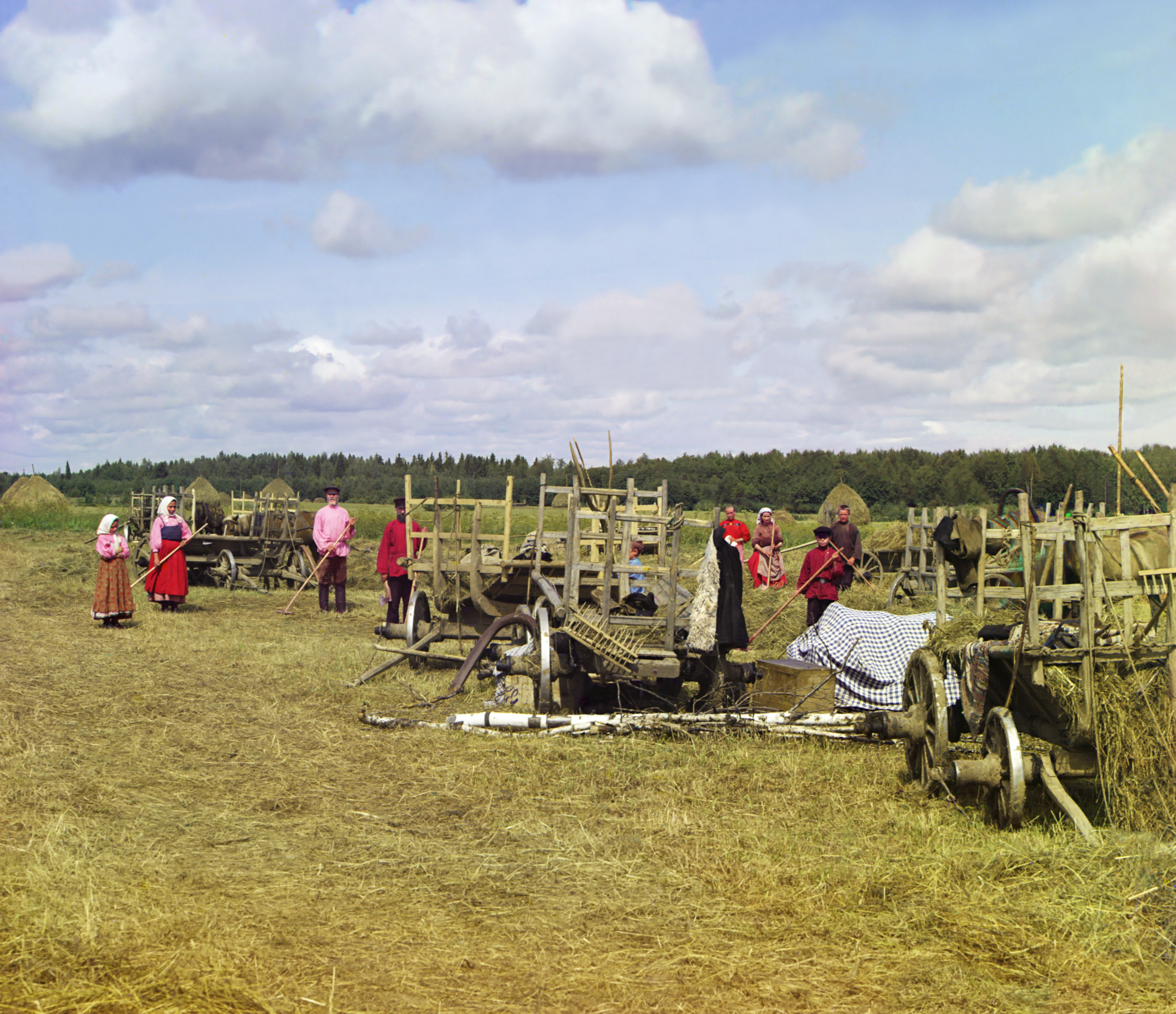
Raný barevný snímek Sergeje Prokudin-Gorského okolo roku 1909

### Vynález digitální fotografie
Digitální fotografie vznikla digitalizací starší elektrofotografické techniky, jejíž vývoj probíhal především v oblasti kinetického zobrazování (tzv. televizní kamery nebo videokamery). Snímací prvky (elektronky ad.) společně se záznamovými technikami (magnetoskopy) umožňovaly přirozeně tvorbu jak statických, tak kinetických fotografií. V roce 1969 vynalezli George Elwood Smith a Willard Boyle snímače typu CCD a v následujícím roce zabudovali CCD do fotoaparátu. Avšak teprve roku 1981 vyrobila společnost Sony první fotoaparát, Sony Mavica, který místo filmu na chemickém principu zaznamenával obraz na elektronické prvky CCD. Jeho analogové výstupy se zapisovaly na disketu a následně se mohly zobrazovat v televizi.
Hlavním tahounem vývoje byla v osmdesátých létech firma Kodak. Roku 1991 přinesla na trh model DCS 100, první komerčně dostupnou zrcadlovku, která stála u zrodu komerční digitální fotografie, ačkoliv vysoká cena omezovala její prodej v podstatě pro skupinu fotožurnalistů a profesionálů.
První digitální fotoaparát, který zaznamenal výrazný komerční úspěch, byl až roku 1994 Apple QuickTake 100. 
V běžném prodeji byly digitální fotoaparáty od roku 1996 i v Česku. Po roce 2000 začaly aparáty používající digitální záznam vytlačovat běžné kinofilmové. V současnosti je po celém světě více než 99 % fotografií vytvořeno pomocí digitálních fotoaparátů, přičemž narůstá podíl digitálních snímků ze smartphonů.
Digitální fotoaparáty využívají k záznamu obrazu elektronický čip. Snímek je tedy zaznamenán jako soubor elektronických dat, ne jako soubor chemických změn na filmu. Významným rozdíl mezi digitální a chemickou fotografií tvoří skutečnost, že chemická fotografie, pracující s filmem a fotografickým papírem, je poměrně těžko manipulovatelná, zatímco digitální snímky se manipulují běžně. Díky tomu je možné manipulovat se snímkem v rozsahu, kterého by se s fotografií na film dosahovalo stěží, což otevírá nový komunikativní potenciál a využití.

### České země

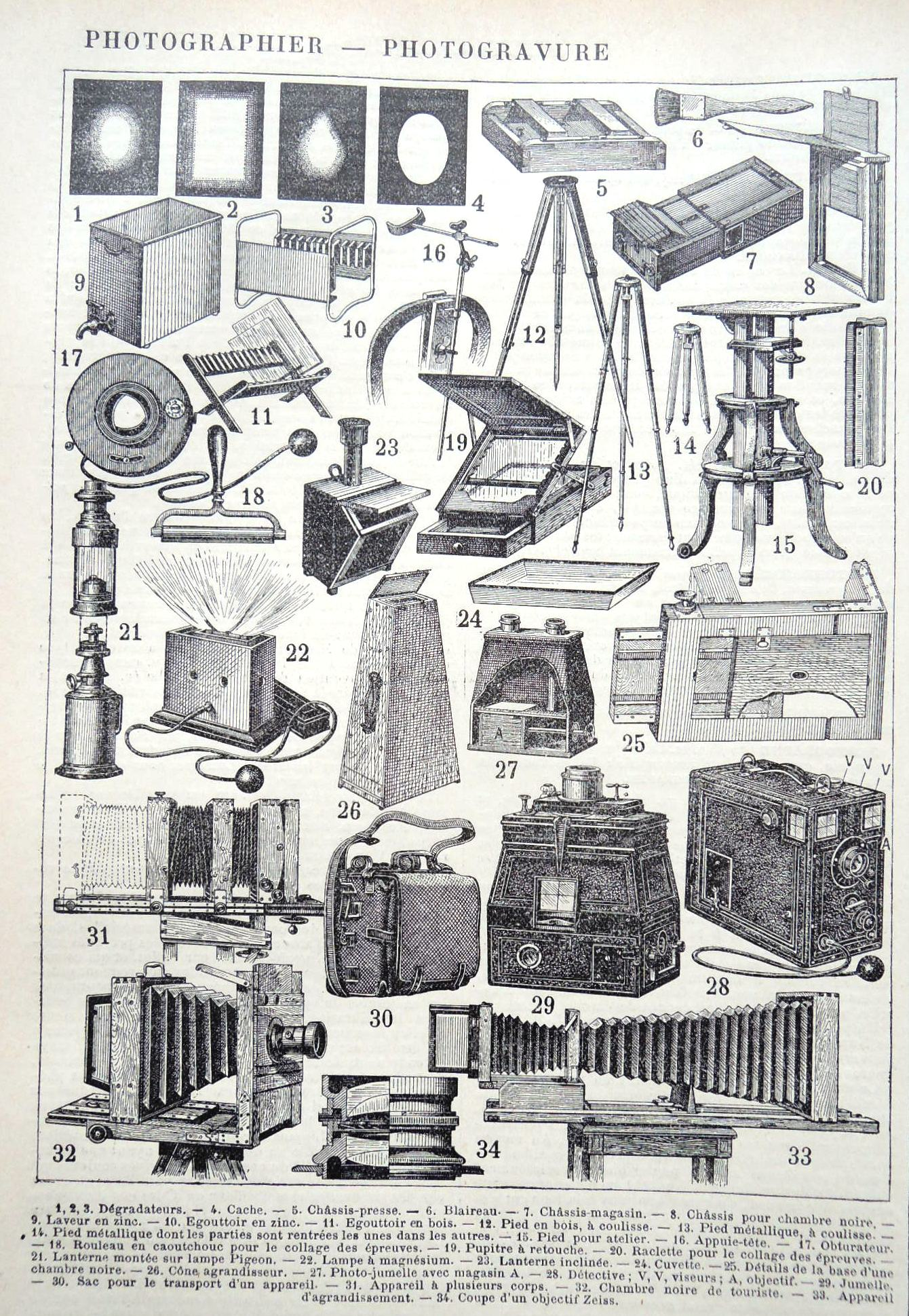
Fotografické zařízení kolem 1900

V bývalém Československu bylo fotografování rozšířeným domácím koníčkem běžných lidí. Fotografické zboží se prodávalo v prodejnách Fotokino, které byly součástí drogerií; na žádané zboží se stávaly i 200-300metrové fronty. Západní zboží bylo v Československu velmi drahé (nebylo výjimečné, že použitý starý fotoaparát stál několik měsíčních platů). V celé Praze byl jediný bazar s fotozbožím. Proto byly rozšířeny kvalitní fotoaparáty tuzemské výroby značky FLEXARET a fotoaparáty PENTACON a PRAKTICA z NDR s vynikajícími optickými vlastnostmi. Situace se změnila s uvolněním trhu po roce 1989.

## Technické aspekty
Nejčastěji je zařízením pro pořízení fotografie fotoaparát, médiem pro zachycení obrazu je pak fotografická deska, fotografický film nebo, v případě digitálního fotoaparátu, elektronický čip. Deska a film mohou samy o sobě sloužit i k uchování obrazu, zatímco v případě zachycení na čip k jeho uchování slouží digitální magnetická či elektronická paměť. Existují však i další metody, např. fotokopírky nebo xeroxy, které fungují na principu elektrického náboje.
Fotografové ovládají tělo fotoaparátu a objektiv tak, aby vystavili světlocitlivý materiál požadovanému množství světla. Tím vzniká latentní obraz (v případě desky nebo filmu) nebo soubor RAW (v případě digitálních fotoaparátů), který je zpracován a následně zkonvertován do vhodného souboru. Digitální fotoaparáty obsahují elektronický čip založený na světlocitlivé elektronice, kterou může být například CCD čip (využívající vázané náboje) nebo CMOS čip (doplňkový polovodič na bázi kovu a oxidu). Výsledný digitální obraz je přechováván v elektronické podobě, ale může být reprodukován i na papír.
Camera obscura je temnou místností, která do maximální možné míry brání průchodu okolního světla dovnitř, s výjimkou světla formujícího obraz, jež zpravidla prochází malým otvorem. Naopak fotografovaný subjekt musí být pro vytvoření snímku osvětlen. Camery obscury se mohou svými rozměry velmi lišit, ty velké mohou tvořit celou temnou místnost, zatímco fotografovaný subjekt je v místnosti jiné, kde je dostatečně nasvícen.
Když se fotografické materiály staly dostatečně „rychlé“ (tedy citlivé) na to, aby umožnily vytváření momentek a snímků bez vědomí fotografovaného subjektu, začaly se vyrábět malé „detektivní“ fotoaparáty. Některé byly dokonce maskované jako kniha, kabelka nebo kapesní hodinky (fotoaparát Ticka) nebo se skrývaly za širokou kravatou či šálou, přičemž spona do kravaty byla ve skutečnosti objektivem.
Z fotoaparátu vychází videokamera, která je charakteristická tím, že zaznamenává sekvence fotografií v rychlém sledu. Zatím co fotoaparát zachycuje obraz po jednom snímku, kamera zachycuje celé série snímků. Jednotlivé snímky jsou později přehrány určitou rychlostí počtu snímků za sekundu (někdy je přebírán anglický výraz „frame rate“, zkráceně fps). Při sledování lidské oči a mozek spojí tyto jednotlivé snímky dohromady, čímž se vytvoří iluze, že sledujeme skutečný pohyb.

### Ovládání fotoaparátu
K dosažení vhodné expozice je nutné provést určitá nastavení, a to buď automaticky, nebo manuálně. S jejich pomocí je pak dosaženo čistého, ostrého a vhodně osvětleného snímku. Ovládání fotoaparátu zpravidla zahrnuje následující:
| Nastavení       | Popis |
| Ostření         | Umístění fotografovaného předmětu nebo seřízení optického zařízení tak, aby byl výsledný obraz ostrý. |
| Clona           | Nastavení clony reguluje množství světla, které bude procházet objektivem. Clona má také vliv na hloubku ostrosti a difrakci. Otevřenost clony je vyjádřena hodnotou clonového čísla (f), přičemž čím vyšší toto číslo je, tím méně světla proniká dovnitř a hloubka ostrosti narůstá, zároveň však narůstá i difrakce. Průměr vstupní čočky je dán poměrem mezi ohniskovou vzdáleností a clonovým číslem. |
| Expoziční čas   | Ovládání rychlosti závěrky (často vyjádřená jako zlomky sekundy nebo, v případě mechanických závěrek, jako úhel závěrky) slouží k nastavení času, po který je světlocitlivý materiál vystaven světlu. „Rychlejší“ závěrka (trvající kratší dobu) snižuje jak množství pronikajícího světla, tak množství pohybové neostrosti dané pohybem subjektu nebo fotoaparátu. Pomalejší rychlost závěrky umožňuje delší expozici, čehož se využívá při snížené světelnosti, například při fotografiích noční oblohy.                                                                                            |
| Vyvážení bílé   | V digitálních fotoaparátech se jedná o elektronické vyvážení barevné teploty, která je svázaná s určitými světelnými podmínkami. Pokud je bílá barva zaznamenána jako bílá, budou i ostatní barvy na snímku vypadat přirozeně. V případě mechanických fotoaparátů na film se vyvážení bílé dosahuje prostřednictvím výběru vhodného filmu pro dané světelné podmínky nebo použitím barevného filtru. |
| Měření expozice | Expozice se měří proto, aby fotograf snadněji dosáhl optimální expozice vzhledem k jasu a stínům dané scény. Moderních fotoaparáty dnes běžně měří expozici samy a dovedou na jejím základě provést i automatické nastavení pro dané podmínky. Dokud však tato technologie nebyla dostupná, správné expozice se dosahovalo pomocí expozimetru anebo fotograf využíval své znalosti a zkušenosti k odhadnutí správného nastavení. Aby bylo možné využít poznatky o množství světla k nastavení clony a expozičního času, je nutné vzít v potaz citlivost filmu nebo čipu, který v daném fotoaparátu je. |
| Citlivost       | Ve fotoaparátech na film se udává citlivost filmu, v digitálních fotoaparátech pak proměnná citlivost čipu (která může být i součástí automatické expozice, kterou provádí fotoaparát sám). Citlivost je zpravidla udávaná pomocí číselného systému ISO. Čím vyšší je ISO, tím citlivější je film či čip vůči světlu, zatímco při nižších číslech je citlivost menší. Citlivost, spolu s clonou a expozičním časem, tvoří expozici fotoaparátu, tedy ovlivňuje výslednou světlost fotografie. |
| Ostřící bod     | U některých fotoaparátů je možné vybrat si z ostřících bodů, které symbolizují místa, na něž se bude fotoaparát snažit zaostřit. Například řada zrcadlovek nabízí přímo v hledáčku množství automatických ostřících bodů. |

Výrazný vliv na kvalitu nebo estetiku fotografie může mít i mnoho dalších částí fotoaparátu, mezi které se řadí:
- Ohnisková vzdálenost a druh objektivu (normální, teleobjektiv, širokoúhlý, makro, rybí oko nebo zoom)
- Použité fotografické filtry, nástavce a další doplňky
- Citlivost média na světlo a barvu
- Parametry materiálu zaznamenávajícího světlo – například v případě fotoaparátů na film hraje roli velikost světlocitlivých krystalků halogenidů stříbra a u digitálních fotoaparátů mimo jiné rozlišení dané počtem pixelů.

### Expozice a zpracování
Výše uvedená hlediska, jako clona, čas expozice a citlivost, spolu nerozlučně souvisí, neboť mění celkové množství světla dopadajícího na médium. Změna kteréhokoli z nich změní i výslednou expozici. Mnoho dnešních fotoaparátů je schopných provádět nastavení těchto parametrů automaticky, např. přizpůsobí clonu vzhledem k nastavenému času.
Délka expozice (také nazývaná „rychlost závěrky“ – i u fotoaparátů, které fyzickou závěrku nemají) je nejčastěji udávána ve zlomcích sekundy. Je možné použít i expoziční časy jedné a více sekund, nejčastěji pro fotografie neživých subjektů či noční fotografii, při níž mohou být expoziční časy i několik hodin. V případě pohyblivých subjektů se však častěji používá krátká doba expozice, aby se předešlo rozmazání obsahu fotografie (i když i to může být někdy žádoucí, např. pro zdůraznění pohybu).
Efektivní clona je vyjádřena clonovým číslem, které je dané poměrem ohniskové vzdálenosti a průměrem otvoru clony. Při stejném průměru clony projde objektivem s delší ohniskovou vzdáleností méně světla než u objektivů s kratší ohniskovou vzdáleností, což je dáno odlišnou propustností světla. Čím je clonové číslo menší, tím větší je efektivní clona. Současný systém clonových čísel se nazývá Britský standard (BS-1013) a byl standardizován na mezinárodním shromáždění v roce 1963. Během 20. století však byly používané i jiné stupnice, jako například Evropská stupnice, Střední nastavení nebo Jednotná stupnice navržená roku 1881 Královskou fotografickou společností. Všechny tyto stupnice jsou však v současnosti z velké části zastaralé. Někdy jsou udávána i T-čísla, která berou v potaz propustnost světla daného objektivu a lze je vypočítat vynásobením clonového čísla a odmocniny propustnosti.
Pokud je clonové číslo zmenšeno o násobek √2, průměr clony se o stejný násobek zvětší, přičemž plocha clony se zvětší o násobek 2. Mezi clonová čísla, která se vyskytují na běžném objektivu, se řadí 2.8, 4, 5.6, 8, 11, 16, 22, 32. Když clonové číslo o jednu hodnotu snížíme, množství světla dopadajícího na film nebo čip se zdvojnásobí. Pokud naopak o jedno číslo přicloníme, bude na něj dopadat, oproti původní hodnotě, pouze polovina množství světla.
Snímek můžeme zachytit pomocí různých kombinací závěrky, clony a citlivosti. Různá nastavení clony a doby expozice mohou umožnit pořizování snímků na určitých hodnotách citlivosti, v různých světelných podmínkách, při pohybu subjektu či fotoaparátu a slouží i k dosažení požadované hloubky ostrosti. Při menší citlivosti je na snímku v případě filmu menší zrnitost, v případě digitálních fotoaparátů pak menší šum. Vyšší citlivost však umožňuje kratší čas expozice, který může sloužit např. k redukci pohybové neostrosti, a použití vyššího clonového čísla, které vede ke zvýšení hloubky ostrosti. Menší clona je často využívaná, pokud je méně světla, a větší clona, pokud je světla více. Pokud se subjekt pohybuje a chceme zabránit pohybové neostrosti, můžeme ho „zmrazit“ díky kratší době expozice. K zabránění pohybové neostrosti napomáhá i stativ, díky němuž není fotoaparát přímo v rukou fotografa a expozice tedy může být delší, aniž by došlo k rozmazání obrazu.
Například clona f/8 (clonové číslo 8) a čas 1/125 (doba expozice 8ms) ve srovnání s f/5.6 a 1/250 dosáhnou stejného celkového objemu dopadajícího světla. Přesto však tato dvě nastavení neposkytnou stejný výsledek. Clona a ohnisková vzdálenost objektivu společně utváří hloubku ostrosti, což je rozmezí vzdáleností, které jsou ostré. Objektiv s delší ohniskovou vzdáleností a otevřenější clonou vytvoří snímek s malou hloubkou ostrosti (jenom malá část bude zaostřena). Toho je často využíváno, pokud je potřeba oddělit subjekt od pozadí, například při portrétní fotografii nebo makrofotografii. Naopak použití širokoúhlejšího objektivu nebo vyššího clonového čísla povede k větší hloubce ostrosti, což je často vhodné například při fotografování krajiny nebo skupin lidí, protože více objektů (blízkých i vzdálených) bude na výsledném snímku zaostřených. S opravdu velkými clonami, například u dírkových komor, spadá značná škála vzdáleností do hloubky ostrosti, vinou difrakce způsobené velmi malým otvorem pro průchod světla je však celková ostrost snímku nízká. Obecně je největší ostrosti dosaženo okolo střední hodnoty rozsahu clony objektivu (např. pro objektiv s rozsahem f2,8–f/16 je to f/8). Vzhledem k technologickému pokroku jsou však mají objektivy čím dál lepší schopnost dosahovat ostrosti i při použití široce otevřené clony.
Zachycení obrazu je jenom částí tvorby snímku. Bez ohledu na materiál je vždy nutné podniknout jisté kroky k převodu latentního obrazu zachyceného fotoaparátem na viditelný snímek. V případě diapozitivů se vyvolávaný film vloží do diaprojektoru, odkud může být promítán. K vytištění filmu je nutné vytisknout již vyvolaný filmový negativ na fotografický papír nebo diapozitiv. Před příchodem laserových a inkoustových tiskáren se celuloidové negativy dávaly do zvětšovacího přístroje, který na určitou dobu (většinou měřenou na sekundy nebo zlomky sekundy) promítl obraz na světlocitlivý papír. Tento papír byl následně ponořen do vývojky (chemického roztoku sloužícího ke zviditelnění latentního obrazu) a ihned poté do přerušovací lázně (ta zastaví chemické procesy vývojky a zajistí, aby se obraz na normálním světle dále neměnil). Nakonec byl obraz pověšen a nechal se usušit. Až po uschnutí s ním bylo možné manipulovat, aniž by hrozilo jeho snadné poškození. Celý tento proces zpracování umožnil fotografovi manipulovat s výsledným vzhledem fotografie – nebyl zcela svázán podobou negativu. Mohl upravovat dobu, po kterou byla fotografie ve zvětšovači i v obou chemických roztocích a ovlivňovat tak, mimo jiné, světlost a ostrost snímku.
Zpracování a výroba fotografií je odvětví spíše profesionálního charakteru, jelikož výrobní prostředky vyžadují vysoké finanční náklady a k jejich správné obsluze je potřeba mít určité vzdělání a kvalifikaci. Proto je častou praxí objednávat si zpracování a výrobu fotografií ve formě služby. Poskytovatelé těchto služeb vyvolávají negativy a diapozitivy, skenují a upravují skeny i jiné digitální vstupy, provádějí úpravu samotných fotografií jako i archivaci nebo digitalizaci archivů (k digitalizaci historických fotografických archivů se v profesionální oblasti využívají např. bubnové skenery). Někteří profesionální i amatérští fotografové si stále zpracovávají a vyvolávají film sami, ale nástup digitální fotografie způsobil, že drtivá většina fotografií je dnes pořízena digitálně a pokud je zpracována pomocí tisku, jedná se o tisk, který již není závislý na chemických reakcích na světlo. Digitální fotografie mohou být nahrány na internetové fotogalerie, prohlíženy v televizi, na počítači nebo v digitálním fotorámečku. Žádný z těchto druhů zobrazení nemá vliv na možnost tisku fotografie na papír či speciální fotopapír prostřednictvím tiskárny.
Snímek lze před jeho finální verzí různě modifikovat. Některé možnosti manipulace se snímkem jsou podobné možnostem, které poskytuje fotoaparát při zachycování snímku, zatímco jiné jsou jedinečné pro proces zpracování. Většina možností manipulace s filmem má svůj ekvivalent v digitálním světě, ale někdy dochází k odlišným efektům, například dodging (zesvětlování) a burning (ztmavování). Vliv na výslednou fotografii mají mimo jiné:
- Použité chemikálie a postupy během vyvolávání filmu
- Délka expozice tisku
- Kontrast
- Dodging – zesvětlování určitých částí fotografie
- Burning – ztmavování určitých částí fotografie
- Struktura papíru – např. lesklý, matný
- Druh papíru – např. oboustranně laminovaný papír (RC) nebo barytonový (FB)
- Velikost papíru
- Tvar snímku – tisk může být v různých tvarech, např. kolečko nebo ovál
- Tónování – změna barvy černobílé fotografie (např. přidáním teplejších sépiových barev)

## Technická fotografie
Technická fotografie je odvětví, které se zabývá technickými aspekty fotografie:
- fotografická optika
- fotografická mechanika
- fotografická elektronika
- fotografická chemie
- digitální fotografie
- fotografický software.

## Fotografické žánry

### Amatérská fotografie
Pro amatérského fotografa je fotografování koníčkem, nikoliv výdělečnou činností. Kvalita některých amatérských prací je však srovnatelná s kvalitou mnohých profesionálů a amatérská fotografie často hraje významnou roli v oblastech, kde je jenom malá šance na komerční využití či zisk. Volba subjektů může být jak úzce specializovaná, tak velmi různorodá. Amatérská fotografie zažila rozmach koncem 19. století díky popularizaci fotoaparátů, které bylo možné držet v ruce. Dnes k fotografování a šíření fotografií slouží nejrůznější technologie a platformy, z nichž jsou vlivné zejména fotoaparáty v mobilních telefonech, které zpřístupnily fotografování většímu množství lidí, a sociální média, přes která se fotografie šíří.

### Komerční fotografie
Komerční fotografie je jakýkoliv druh fotografie, za který je fotograf placen a zároveň nejsou jeho fotografie viděny jako umělecké dílo. Následující kategorie jsou příklady, které může komerční fotografie zahrnovat:
Reklamní fotografie je dělaná s cílem vyobrazit a zpravidla i prodat službu nebo produkt, například fotografie výrobku snažící se zobrazit ho v co nejlepším světle v různých médiích, velmi často v reklamě. Tyto snímky zpravidla dělají reklamní agentury, designové firmy nebo oddělení pro design působící v jednotlivých firmách.
Módní fotografie a glamour jsou druhem reklamní fotografie, která zpravidla zahrnuje modela nebo modelku. Módní fotografie, jimiž je známý například americký časopis Harper’s Bazaar, klade důraz na oblečení a doplňky. Naopak glamour klade důraz na modela nebo modelku a jejich těla, přičemž někdy zahrnuje i akty. Módní fotografie i glamour jsou populární v reklamě.
Koncertní fotografie se zaměřuje na zachycování nearanžovaných snímků, jejichž předmětem je jak umělec nebo kapela, tak diváci a atmosféra koncertu. Mnoho koncertních fotografů je na volné noze a získávají zakázky přímo od umělce nebo jejich manažera k fotografování určité akce. Kromě propagace dějiště koncertu slouží koncertní fotografie i k propagaci umělce nebo skupiny.
Fotografie zátiší zpravidla zobrazuje běžné, neživé objekty, které mohou být jak přírodní, tak dílem člověka.
Fotografie jídla může být využita v novinách a časopisech, na obalech nebo v reklamě. Je podobná fotografii zátiší.
Fotožurnalismus slouží k doplnění zpráv nebo článků. Jednou z jeho podkategorií jsou i paparazzi, což je označení pro fotografy, kteří tvoří nearanžované fotografie sportovců, celebrit, politiků a dalších významných lidí, často bez jejich svolení.
Konceptuální fotografie je založena na určité myšlence nebo představě. Ačkoliv zobrazuje skutečné předměty, v jádru je abstraktní.
Makrofotografie je fotografování detailů, přičemž daný objekt je menší než jeho obraz na filmu či snímači. Nejčastěji se makrofotografie využívá pro snímky drobných živočichů, jako jsou motýli nebo mouchy, či fotografii malých rostlin.
Portrétní a svatební fotografie
Krajinářská fotografie
Fotografie divoké přírody
Trh pro fotografické služby ztělesňuje aforismus o tom, že „obraz často řekne víc než tisíc slov“. Mnoho lidí fotografuje pro komerční účely a za jejich snímky platí řada časopisů, novin, reklamních agentur nebo firem provozujících internetové stránky. Organizace, které potřebují fotografie a mají na ně rozpočet, si mohou vybrat z několika možností: mohou fotografa přímo zaměstnat, mohou zorganizovat veřejnou soutěž nebo k fotografiím získat práva prostřednictvím fotobank. K tradičním velkým fotobankám se řadí například Getty Images a Corbys, k menším mikrofotobankám například Fotolia, ale existují i internetová tržiště, jako třeba Cutcaster. 

### Umělecká fotografie
Během 20. století byla umělecká i dokumentární fotografie přijata anglicky hovořícím uměleckým světem a galeriemi. Ve Spojených státech několik fotografů, například Alfred Stiglitz, Edward Steichen, John Szarkowski, F. Holland Day nebo Edward Weston, zasvětilo své životy boji za přijetí fotografie do kategorie umění. Umělecká fotografie byla ve svých počátcích zastoupena piktorialismem, což je styl snažící se napodobit malbu, často s využitím malé hloubky ostrosti, k vytvoření snového, romantického vzhledu. V reakci na piktorialismus vznikla Skupina f/64, na jejímž založení se podílel například Edward Weston a Ansel Adams. Skupina f/64 propagovala „přímou fotografii“, pro niž je charakteristická ostrost a pojetí fotografie jako jedinečného média, bez snahy napodobovat jiné umělecké směry a řemesla.
Estetika fotografie zůstává, zejména v uměleckých kruzích, pravidelně probíraným tématem. Mnoho umělců dříve zastávalo názor, že fotografie je mechanickou reprodukcí obrazu a pokud má být skutečným uměním, pak by musela být v kontextu umění předefinována – například stanovením složek, které dělají pro pozorovatele fotografii krásnou. Tato polemika má své kořeny v úplně prvních fotografiích „psaných světlem“. Nicéphore Niécpe, Louis Daguerre a další z prvních fotografů se sice setkávali s uznáním, zároveň však někteří zpochybňovali, že jejich práce naplňuje definice a cíle umění.
Clive Bell ve své eseji Art prohlašuje, že pouze „významová forma“ odlišuje umění od toho, co uměním není.
Musí existovat jeden určitý rys, bez něhož se umělecké dílo neobejde – a zároveň, pokud dílo tento rys má, tak není zcela bezcenné. Co je tímto rysem? Které rysy jsou sdílené všemi předměty, jež v nás vyvolávají estetické emoce? Které rysy sdílí Hagia Sofia s okny katedrály Notre-Dame, mexickou sochou, perskou mísou, čínskými koberci, Giottovými freskami v Padově a mistrovskými díly Poussina, Piero della Francesca a Cézanna? Zdá se, že v úvahu připadá jenom jedna odpověď: významová forma. V každém z těchto děl se linie a barvy zkombinovaly specifickým způsobem a určité formy a vztahy mezi nimi probouzí naše estetické emoce.

### Vědecká a forenzní fotografie
Fotografie má dlouhou a významnou historii zaznamenávání vědeckých jevů. Její kořeny sahají až Daguerrovi a Fox-Talbotovy a jejich záznamům astronomických událostí (např. zatmění) i makrosnímkům malých tvorů a rostlin a, v případě skutečně malých subjektů, dokonce mikrofotografie, při níž se využívá připevnění fotoaparátu na mikroskop. Fotografie se také ukázala být užitečnou při zaznamenávání místa zločinu nebo nehody, například již v roce 1861 při pádu Wootonského mostu. Analýzou fotografií pro právní účely se dnes zabývá forenzní fotografie, přičemž fotografie na místě činu jsou pořizované alespoň ze tří různých míst a zachycují jak celkový pohled, tak užší pohled včetně detailu. K zachycení specifických detailů se někdy používá černobílá nebo infračervená fotografie.
V roce 1845 vynalezl Francis Ronalds, čestný ředitel londýnské hvězdárny Kew Observatory, první fotoaparát, který byl schopný bez přestání zaznamenávat meteorologické a geomagnetické parametry. Různé stroje tvořily 12- nebo 24hodinové fotografické záznamy minutu po minutě se měnících hodnot atmosférického tlaku, teploty, vlhkosti, atmosférické elektřiny a tří složek magnetických sil. Fotoaparáty byly dodány do mnoha hvězdáren po celém světě a někde zůstaly využívané i po značnou část 20. století. Nedlouho po Ronaldsovi vyvinul podobné nástroje pro Královskou greenwichskou observatoř Charles Brooke.
Věda využívá obrazové technologie, které jsou odvozené od konstrukce dírkové komory. Fotografie se stala všudypřítomnou při záznamu událostí a dat ve vědě a technických oborech, jako i na místech zločinu a nehod. Způsob využití se značně rozšířil díky využití jiných vlnových délek, jako v případě infračervené fotografie, ultrafialové fotografie nebo spektroskopie. Tyto metody byly poprvé použity ve viktoriánském období, avšak od té doby byly významně vylepšeny.

## Využití fotografie
Fotografie se řadí mezi zobrazovací technologie a už od svých počátků se těší velkému zájmu vědců i umělců. Vědci používají fotografii pro přesný a věrný záznam skutečnosti, např. Eadweard Muybridge ve své studii o lidských a zvířecích pohybech z roku 1887. Umělci se stejně tak zajímali o věrnost zobrazení fotografie, ovšem zkoumali také další možnosti než jen pouhé zachycování obrazu reálného světa. Fotografii začala brzy využívat také armáda, policie a bezpečnostní složky. Dnes je fotografie nepřehlédnutelně zastoupena téměř ve všech médiích (noviny, internet, TV), využívá se hojně v marketingu a reklamě a jednoduché fotoaparáty v mobilních telefonech možná naznačují její další rozmach.

## Sociální a kulturní dopady

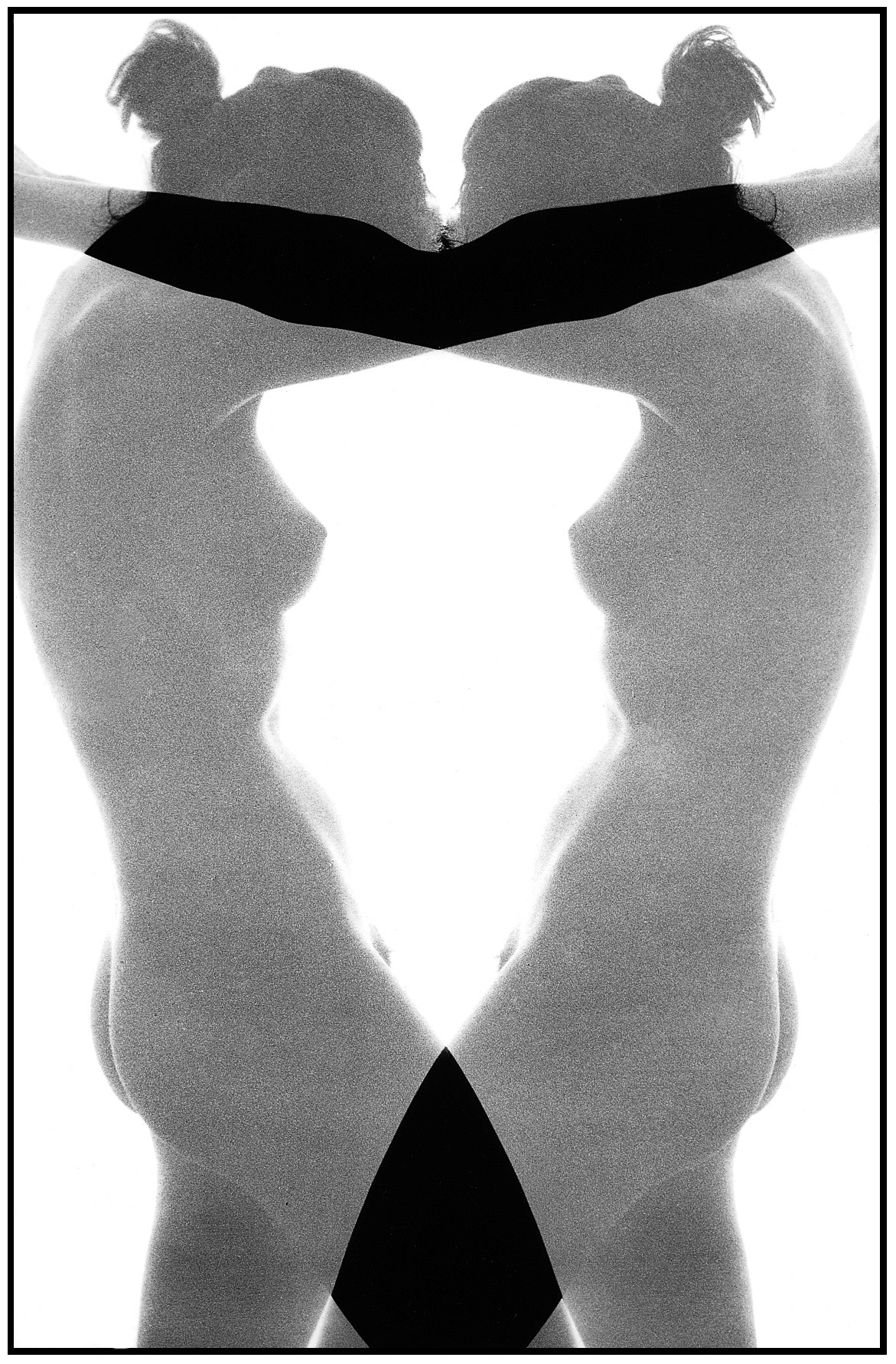
Fotografie může sloužit buď k zachycení reality, nebo k vytvoření uměleckého díla. Fotomanipulace byla v historii odsuzována, ale později čím dál více uznávána jako projev umění. Foto Jaan Künnap: Nude composition 19, 1988.

Existuje celá řada přetrvávajících otázek, které se týkají různých aspektů fotografie. Například Susan Sontagová se ve své studii O fotografii (1977) zabývá jedním z hojně diskutovaných problémů ve fotografické komunitě, a to znepokojením ohledně objektivity fotografie. Sontagová tvrdí, že: „Fotografovat znamená přivlastnit si fotografovaný objekt. Sám vstupuje do určitého vztahu se světem a tento vztah mu dává pocit vědění, a tedy moci.“ Fotograf činí rozhodnutí ohledně toho, co fotografovat, které prvky ze snímku vyloučit nebo z jakého úhlu objekty zachytit. Tyto prvky mohou odrážet určitý socio-historický kontext. Je tedy možné tvrdit, že fotografie je subjektivní metodou znázornění.
Sontagová se v knize O fotografii věnuje i spojení voyerství a fotografie, které mimo jiné ilustruje na příkladu filmu Alfreda Hitchcocka Okno do dvora (1954), kde je fotoaparát zobrazován jako předmět podporující voyeurství. „I když je fotoaparát místem sloužícím k pozorování, samotný proces fotografování je více než jen pasivním pozorováním.(...) Fotoaparát neznásilňuje ani nezískává kontrolu, ale může se vměšovat, vnikat bez povolení, zkreslovat, zneužívat a, pokud dotáhneme metaforu do extrému, zabíjet. Na rozdíl od sexuálního pronikání však mohou být všechny tyto aktivity prováděny zpovzdálí a s určitým odstupem.“
Digitální technologie s sebou také přinesla manipulaci fotografiemi, která je relativně snadná i pro začínající fotografy a vzbuzuje otázky týkající se etičnosti zpracování digitálních fotografií. Mnoho fotožurnalistů, v jejichž žánru je kladen důraz na co nejobjektivnější zobrazení reality, proto nesmí své fotografie ořezávat ani kombinovat prvky z několika fotografií a výslednou fotomontáž prezentovat jako jeden autentický snímek. Technologie s sebou však přinesla i změny ve zpracování obrazu, k němuž dochází přímo ve fotoaparátu, a v současnosti je díky ní možné zjistit, jestli nedošlo k manipulaci obrazu; toho využívá zejména forenzní fotografie.
Digitální fotografie je jedním z nových médií, které mění jak naše vnímání, tak i strukturu společnosti. Zároveň se však potýká s obavami, že způsob, jakým je v současnosti využívaná, může vést k desenzibilizaci. Fotografie se znepokojujícím nebo explicitním obsahem, včetně válečných fotografií a pornografie, jsou dostupné celé společnosti, včetně dětí. Diskuse o desenzibilizaci způsobené fotografiemi souvisí s debatou o jejich cenzuře, do níž se Sontagová zapojila s varováním, že možnost cenzurovat fotografie dává fotografovi moc konstruovat realitu.
Jednou z fotografických praktik utvářejících společnost je turismus. Turismus a fotografie společně vytvářejí jakýsi „neuhýbající turistický pohled“, při němž jsou místní lidé charakterizovaní prostřednictvím objektivu fotoaparátu. Někteří však zastávají názor, že existuje i obrácený pohled, jehož prostřednictvím mohou místní lidé, kteří jsou subjekty fotografování, sami situovat fotografující turisty do role povrchních konzumentů fotek.
Fotografie se také stala tématem mnoha písní v populární kultuře.

## Právní regulace fotografování
Protože fotografování (i filmování) umožňuje oproti dřívějším technologiím mnohem rychlejší a přesnější zachycení zobrazované skutečnosti, dostává se do střetu s tradičně či nově uznávanými právy na ochranu bezpečnosti, průmyslového tajemství, osobního soukromí nebo autorských práv. Z těchto důvodů v některých zemích podléhá více či méně rozsáhlé právní regulaci. Silná a rozsáhlá regulace je obvyklá ve státech a územích s nestabilními nebo totalitními politickými či bezpečnostními poměry nebo se silným důrazem na ochranu osobního soukromí či autorských práv.